# Кирино (Марий Эл)
 Кирино  — деревня в Мари-Турекском районе Республики Марий Эл. Входит в состав Марийского сельского поселения.

## География
Находится в восточной части республики Марий Эл на расстоянии приблизительно 29 км по прямой на юг-юго-восток от районного центра посёлка Мари-Турек.

## История
Деревня была основана в XIX веке. По сведениям 1859—1873 годов, в казённом починке Кирино было 11 дворов, в которых проживал 81 житель. В 1931 году было 35 дворов, в которых проживали 178 жителей, в 1940 42 и 204, в 1946 45 и 157, в 1979 5 и 32. В 2000 году оставалось 7 дворов. В советское время работали колхозы «Крестьянин», «Коммунар», совхозы имени Кирова и «За мир».

## Население
Население составляло 13 человек (русские 92 %) в 2002 году, 5 в 2010.